# Prosymna ornatissima
Prosymna ornatissima är en ormart som beskrevs av Barbour och Loveridge 1928. Prosymna ornatissima ingår i släktet Prosymna och familjen snokar. Inga underarter finns listade i Catalogue of Life.
Denna orm förekommer endast i Ulugurubergen i Tanzania. Arten lever i regioner mellan 700 och 1000 meter över havet. Individerna vistas vanligen i skogar men de besöker ibland odlingsmark. Prosymna ornatissima gräver i lövskiktet och i det översta jordlagret. Honor lägger ägg.
Nästan hela skogen avverkades i samband med skogsbruk eller när odlingsmark skapades. Den senaste individen hittades 2007. IUCN kategoriserar arten globalt som akut hotad.